# Campeonato Europeu de Futebol Sub-19 de 2012
O Campeonato Europeu de Futebol Sub-19 de 2012 foi a 11ª edição da competição organizada pela UEFA para jogadores com até 19 anos de idade. O evento  foi realizado na Estónia de 3 a 15 de julho.

## Regulamento
Na fase de grupos, as equipes são dividas em dois grupos de quatro equipes cada, passando as duas equipes mais bem classificadas às semifinais, qualificando-se também para o Copa do Mundo FIFA Sub-20 de 2013. As duas equipes classificadas em 3º lugar irão disputar entre si a última vaga europeia de apuramento para o Campeonato Mundial.

## Eliminatórias
Além do país anfitrião, classificaram-se as seleções vencedoras dos 7 grupos da Ronda de Elite de Qualificação.

### Equipes classificadas
| País       | Método de qualificação | Melhor classificação                    |
| ---------- | ---------------------- | --------------------------------------- |
| Estónia    | Anfitrião              | Estreia                                 |
| França     | Vencedor Grupo 1       | Campeão (2005 e 2010)                   |
| Inglaterra | Vencedor Grupo 2       | Vice-campeão (2005 e 2009)              |
| Sérvia     | Vencedor Grupo 3       | Semifinais (2005, 2009 e 2011)          |
| Portugal   | Vencedor Grupo 4       | Vice-campeão (2003)                     |
| Grécia     | Vencedor Grupo 5       | Vice-campeão (2007)                     |
| Croácia    | Vencedor Grupo 6       | Semifinais (2010)                       |
| Espanha    | Vencedor Grupo 7       | Campeão (2002, 2004, 2006, 2007 e 2011) |

## Sedes
| Tallinn                | Tallinn Haapsalu RakvereCampeonato Europeu de Futebol Sub-19 de 2012 (Estônia) | Tallinn               |
| ---------------------- | ------------------------------------------------------------------------------ | --------------------- |
| A. Le Coq Arena        | Tallinn Haapsalu RakvereCampeonato Europeu de Futebol Sub-19 de 2012 (Estônia) | Kadrioru staadion     |
| Capacidade: 9 692      | Tallinn Haapsalu RakvereCampeonato Europeu de Futebol Sub-19 de 2012 (Estônia) | Capacidade: 5 000     |
|                        | Tallinn Haapsalu RakvereCampeonato Europeu de Futebol Sub-19 de 2012 (Estônia) |                       |
| Haapsalu               | Tallinn Haapsalu RakvereCampeonato Europeu de Futebol Sub-19 de 2012 (Estônia) | Rakvere               |
| Haapsalu linnastaadion | Tallinn Haapsalu RakvereCampeonato Europeu de Futebol Sub-19 de 2012 (Estônia) | Rakvere linnastaadion |
| Capacidade: 869        | Tallinn Haapsalu RakvereCampeonato Europeu de Futebol Sub-19 de 2012 (Estônia) | Capacidade: 2 300     |
|                        | Tallinn Haapsalu RakvereCampeonato Europeu de Futebol Sub-19 de 2012 (Estônia) |                       |

## Árbitros
Seis árbitros, oito árbitros assistentes e dois quartos-árbitros.
| Árbitros - SUI Alain Bieri - LVA Vadims Direktorenko - DEN Kenn Hansen - NIR Arnold Hunter - NED Danny Makkelie - ITA Paolo Valeri | Árbitros assistentes - MDA MDA - BEL Yves De Neve - ISL Johann Gudmundsson - BUL Ivo Kolev - RUS Alexey Lebedev - POL Tomasz Listkiewicz - LUX Marco Tropeano - BLR Dzmitry Zhuk | Quartos árbitros - EST Eiko Saar - EST Kristo Tohver |

## Fase de grupos
|  | Equipes classificadas para a semifinal e para a Copa do Mundo Sub-20 de 2013 |
|  | Equipes classificadas para a Copa do Mundo Sub-20 de 2013                    |
|  | Equipes eliminadas                                                           |

### Grupo A
| Pos. | Seleção  | P | J | V | E | D | GP | GC | SG |
| ---- | -------- | - | - | - | - | - | -- | -- | -- |
| 1    | Espanha  | 7 | 3 | 2 | 1 | 0 | 7  | 4  | +3 |
| 2    | Grécia   | 6 | 3 | 2 | 0 | 1 | 8  | 5  | +3 |
| 3    | Portugal | 4 | 3 | 1 | 1 | 1 | 8  | 6  | +2 |
| 4    | Estónia  | 0 | 3 | 0 | 0 | 3 | 1  | 9  | −8 |

| 3 de julho | Grécia          | 1 – 2 | Espanha              | Haapsalu Stadium, Haapsalu                      |
| 17:30      | Diamantakos 66' |       | Jesé 30' · Derik 40' | Público: 1 350 Árbitro: LVA Vadims Direktorenko |

| 3 de julho | Estónia | 0 – 3 | Portugal                            | Lilleküla Stadium, Tallinn              |
| 20:45      |         |       | Pikk 5' · Betinho 25' · Martins 72' | Público: 6 691 Árbitro: DEN Kenn Hansen |

| 6 de julho | Estónia     | 1 – 4 | Grécia                                               | Kadrioru staadion, Tallinn                         |
| 17:00      | Luigend 90' |       | Katidis 43' · Fourlanos 55' · Diamantakos 85', 90+2' | Público: 3 345 Árbitro: NED Danny Desmond Makkelie |

| 6 de julho | Portugal                                       | 3 – 3 | Espanha           | Lilleküla Stadium, Tallinn               |
| 20:00      | Bruma 11' · Gomes 39' · João Mário 90+1' (pen) |       | Jesé 8', 28', 48' | Público: 3 780 Árbitro: ITA Paolo Valeri |

| 9 de julho | Espanha                  | 2 – 0 | Estónia | Lilleküla Stadium, Tallinn                |
| 17:00      | Suárez 39' · Alcácer 86' |       |         | Público: 3 877 Árbitro: NIR Arnold Hunter |

| 9 de julho | Portugal                  | 2 – 3 | Grécia                            | Haapsalu Stadium, Haapsalu              |
| 17:00      | Gomes 19' · Betinho 90+6' |       | Gianniotas 18' · Katidis 42', 69' | Público: 1 193 Árbitro: SWI Alain Bieri |

### Grupo B
| Pos. | Seleção    | P | J | V | E | D | GP | GC | SG |
| ---- | ---------- | - | - | - | - | - | -- | -- | -- |
| 1    | Inglaterra | 7 | 3 | 2 | 1 | 0 | 5  | 3  | +2 |
| 2    | França     | 6 | 3 | 2 | 0 | 1 | 5  | 2  | +3 |
| 3    | Croácia    | 4 | 3 | 1 | 1 | 1 | 4  | 2  | +2 |
| 4    | Sérvia     | 0 | 3 | 0 | 0 | 3 | 1  | 8  | −7 |

| 3 de julho | Inglaterra   | 1 – 1 | Croácia     | Kadrioru staadion, Tallinn              |
| 17:30      | Chalobah 60' |       | Pavičić 57' | Público: 1 270 Árbitro: SWI Alain Bieri |

| 3 de julho | Sérvia | 0 – 3 | França                                   | Rakvere Stadium, Rakvere                  |
| 18:45      |        |       | Samnick 17' · Pogba 26' (pen) · Vion 32' | Público: 1 827 Árbitro: NIR Arnold Hunter |

| 6 de julho | França        | 1 – 0 | Croácia | Haapsalu Stadium, Haapsalu                      |
| 16:30      | Foulquier 79' |       |         | Público: 1 182 Árbitro: LVA Vadims Direktorenko |

| 6 de julho | Sérvia       | 1 – 2 | Inglaterra             | Rakvere Stadium, Rakvere |
| 17:30      | Ninković 70' |       | Afobe 6' · Redmond 63' |                          |

| 9 de julho | Croácia                         | 3 – 0 | Sérvia | Rakvere Stadium, Rakvere                 |
| 20:00      | Pavičić 2' · Pongračić 49', 57' |       |        | Público: 1 647 Árbitro: ITA Paolo Valeri |

| 9 de julho | França       | 1 – 2 | Inglaterra               | Kadrioru staadion, Tallinn                         |
| 20:00      | Veretout 31' |       | Lundstram 16' · Kane 39' | Público: 3 234 Árbitro: NED Danny Desmond Makkelie |

## Fase final
|  | Semifinal             | Semifinal |   |  | Final                 | Final |  |
|  |                       |           |   |  |                       |       |  |
|  | 12 de julho – Tallinn |           |   |  |                       |       |  |
|  | Espanha               | 3 (4)     |   |  |                       |       |  |
|  | França                | 3 (2)     |   |  |                       |       |  |
|  |                       |           |   |  |                       |       |  |
|  |                       |           |   |  | 15 de julho – Tallinn |       |  |
|  |                       |           |   |  | Espanha               | 1     |  |
|  |                       | Grécia    | 0 |  |                       |       |  |
|  |                       |           |   |  |                       |       |  |
|  |                       |           |   |  |                       |       |  |
|  |                       |           |   |  |                       |       |  |
|  | 12 de julho – Tallinn |           |   |  |                       |       |  |
|  | Inglaterra            | 1         |   |  |                       |       |  |
|  | Grécia                | 2         |   |  |                       |       |  |

### Semifinais
| 12 de julho | Inglaterra | 1 – 2 (pro) | Grécia                           | Lilleküla Stadium, Tallinn              |
| 16:45       | Afobe 56'  |             | Bougaidis 38' · Lykogiannis 108' | Público: 3 115 Árbitro: DEN Kenn Hansen |

| 12 de julho | Espanha                          | 3 – 3 (pro) | França                         | Lilleküla Stadium, Tallinn                |
| 20:00       | Deulofeu 62', 112' · Alcácer 78' |             | Umtiti 26', 90+1' · Pogba 117' | Público: 4 325 Árbitro: NIR Arnold Hunter |

|                                                |       | Penalidades                 |  |
| Campaña Suárez Jesé Rodríguez Alcácer Deulofeu | 4 – 2 | Pogba Pléa Umtiti Kondogbia |  |

### Final
| 15 de julho | Espanha  | 1 – 0 | Grécia | Lilleküla Stadium, Tallinn                 |
| 21:30       | Jesé 80' |       |        | Público: 7 864 Árbitro: NED Danny Makkelie |

## Premiação
| Campeonato Europeu Sub-19 2012 |
| ------------------------------ |
| ESPANHA Campeão (9º título)    |

| Jogador de Ouro     | Jogador de Ouro | Jogador de Ouro |
| ------------------- | --------------- | --------------- |
| ESP Gerard Deulofeu |                 |                 |

### Equipe do torneio
| Posição    | Jogador              | Seleção    |
| ---------- | -------------------- | ---------- |
| Goleiros   | Alphonse Areola      | França     |
| Goleiros   | Sokratis Dioudis     | Grécia     |
| Goleiros   | Simon Sluga          | Croácia    |
| Defensores | Mavroudis Bougaidis  | Grécia     |
| Defensores | Nathaniel Chalobah   | Inglaterra |
| Defensores | Dimitri Foulquier    | França     |
| Defensores | Alejandro Grimaldo   | Espanha    |
| Defensores | Derik Osede          | Espanha    |
| Defensores | Kostas Stafylidis    | Grécia     |
| Defensores | Samuel Umtiti        | França     |
| Meias      | Suso                 | Espanha    |
| Meias      | André Gomes          | Portugal   |
| Meias      | José Campaña         | Espanha    |
| Meias      | Giorgos Katidis      | Grécia     |
| Meias      | Domagoj Pavičić      | Croácia    |
| Meias      | Saúl Ñíguez          | Espanha    |
| Meias      | Paul Pogba           | França     |
| Meias      | Óliver Torres        | Espanha    |
| Atacantes  | Benik Afobe          | Inglaterra |
| Atacantes  | Paco Alcácer         | Espanha    |
| Atacantes  | Gerard Deulofeu      | Espanha    |
| Atacantes  | Dimitris Diamantakos | Grécia     |
| Atacantes  | Giannis Gianniotas   | Grécia     |
| Atacantes  | Jesé Rodríguez       | Espanha    |

Fonte:

## Estatísticas

### Artilharia
5 gols (1)
- ESP Jesé Rodríguez

3 gols (2)
- GRE Dimitris Diamantakos
- GRE Giorgos Katidis

2 gols
| - ENG Benik Afobe - CRO Domagoj Pavičić - CRO Mihael Pongračić | - FRA Paul Pogba - FRA Samuel Umtiti - POR Betinho | - POR André Gomes - ESP Paco Alcácer - ESP Gerard Deulofeu |

1 gol
| - EST Karl-Eerik Luigend - ENG Nathaniel Chalobah - ENG Harry Kane - ENG John Lundstram - ENG Nathan Redmond - FRA Dimitri Foulquier - FRA Richard-Quentin Samnick | - FRA Jordan Veretout - FRA Thibaut Vion - GRE Mavroudis Bougaidis - GRE Spyros Fourlanos - GRE Giannis Gianniotas - GRE Charalambos Lykogiannis | - POR Bruma - POR João Mário - POR Daniel Martins - SRB Nikola Ninković - ESP Derik - ESP Denis Suárez |

Gols contra (1)
- EST Artur Pikk (para  Portugal)